# Гаевичи
Гаевичи (укр. Гаєвичі) — село на Украине, находится в Овручском районе Житомирской области.
Код КОАТУУ — 1824286203. Население по переписи 2001 года составляет 326 человек. Почтовый индекс — 11132. Телефонный код — 4148. Занимает площадь 1,015 км².

## Адрес местного совета
11132, Житомирская область, Овручский р-н, с.Покалев